# Любановка
Любановка — деревня в Ступинском районе Московской области в составе Леонтьевского сельского поселения (до 2006 года входила в Леонтьевский сельский округ). В деревне на 2015 год 1 улица —Любановская . Селение впервые упоминается в XVIII веке.

## Население
| 2002 | 2006 | 2010 |
| ---- | ---- | ---- |
| 2    | ↘1   | ↗7   |

Любановка расположена на востоке центральной части района, на безымянном ручье бассейна реки Городенка, высота центра деревни над уровнем моря — 186 м. Ближайшие населённые пункты: Красный Котельщик — около 0,6 км на северо-запад и Горностаево — примерно в 1,5 км на запад.